# Grants
|  | Dieser Artikel wurde aufgrund von inhaltlichen Mängeln auf der Qualitätssicherungsseite des Projektes USA eingetragen. Hilf mit, die Qualität dieses Artikels auf ein akzeptables Niveau zu bringen, und beteilige dich an der Diskussion! Eine nähere Beschreibung der zu behebenden Mängel fehlt. |

Grants ist die größte Stadt im Cibola County im US-Bundesstaat New Mexico. Das U.S. Census Bureau hat bei der Volkszählung 2020 eine Einwohnerzahl von 9.163 ermittelt. Grants hat eine Fläche von 35,4 km². Grants ist auch Sitz der Countyverwaltung (County Seat) des Cibola Countys.

## Verkehr
Grants besitzt mit dem Grants-Milan Municipal Airport einen gemeinsamen Flughafen mit Milan. Grants wird von der Interstate 40 tangiert.